# کالماتسکی
کالماتسکی (به لاتین: Kalmatsky) یک منطقهٔ مسکونی در روسیه است که در سرزمین آلتای واقع شده‌است.